# موظ
الموظ أو المُوز أو الألق أحد أنواع الأيائل، وهو حيوان ثديي من عائلة فقاريات العنق ورتبة شفعيات الأصابع.

## النطاق
- يوجد الموظ في الأجزاء الشمالية لأوروبا وأميركا الشمالية وآسيا ويألف العيش في الغابات والمستنقعات والأجمات.

## الوصف
يبلغ طول رأسه وجسمه حوالي 3 أمتار، بينما يبلغ طول ذيله 17 سم، وارتفاع كتفه يبلغ 190 سم، ظهره منخفض عند الكفل، وله عنق قوي ولغد من الجلد يتدلى لدى الذكور إلى الأسفل وللذكر قرنان جريديان له رؤوس مختلفة الطول معطفه رمادي ضارب إلى الحمرة أو قد يكون رمادياً داكناً شاحب من الأسفل وعلى السيقان. رأسه كبير منخفض إلى الأسفل بفم منبسط. الصغير يكون بمعطف أحمر بني.

## النشاط
ينشط صباحاً ومساءً، الذكر منعزل بينما تصطحب الأنثى صغارها حتى البلوغ، يتغذى الموظ على النباتات والأعشاب والبراعم الصغيرة، وهو يقضي معظم وقته غاطساً في الماء. وفترة التناسل تبدأ في الخريف، إذ يتقاتل الذكور للحصول على الإناث، وبعد فترة حمل تدوم 250 يوماً تلد الأنثى صغيراً واحداً. ترضعه لعدة أشهر لكنه يبقى تحت رعايتها لمدة سنتين.

## معرض صور

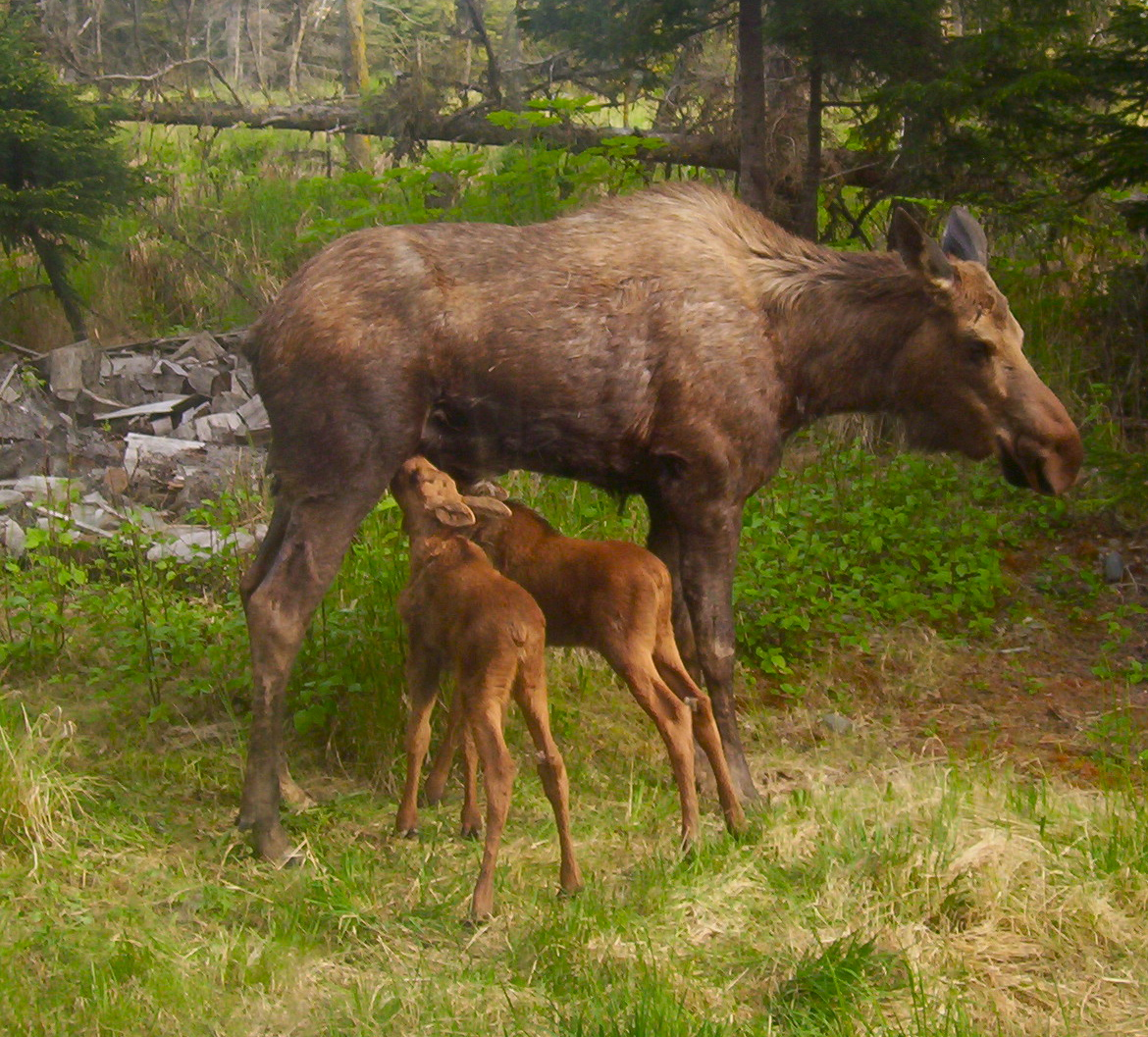
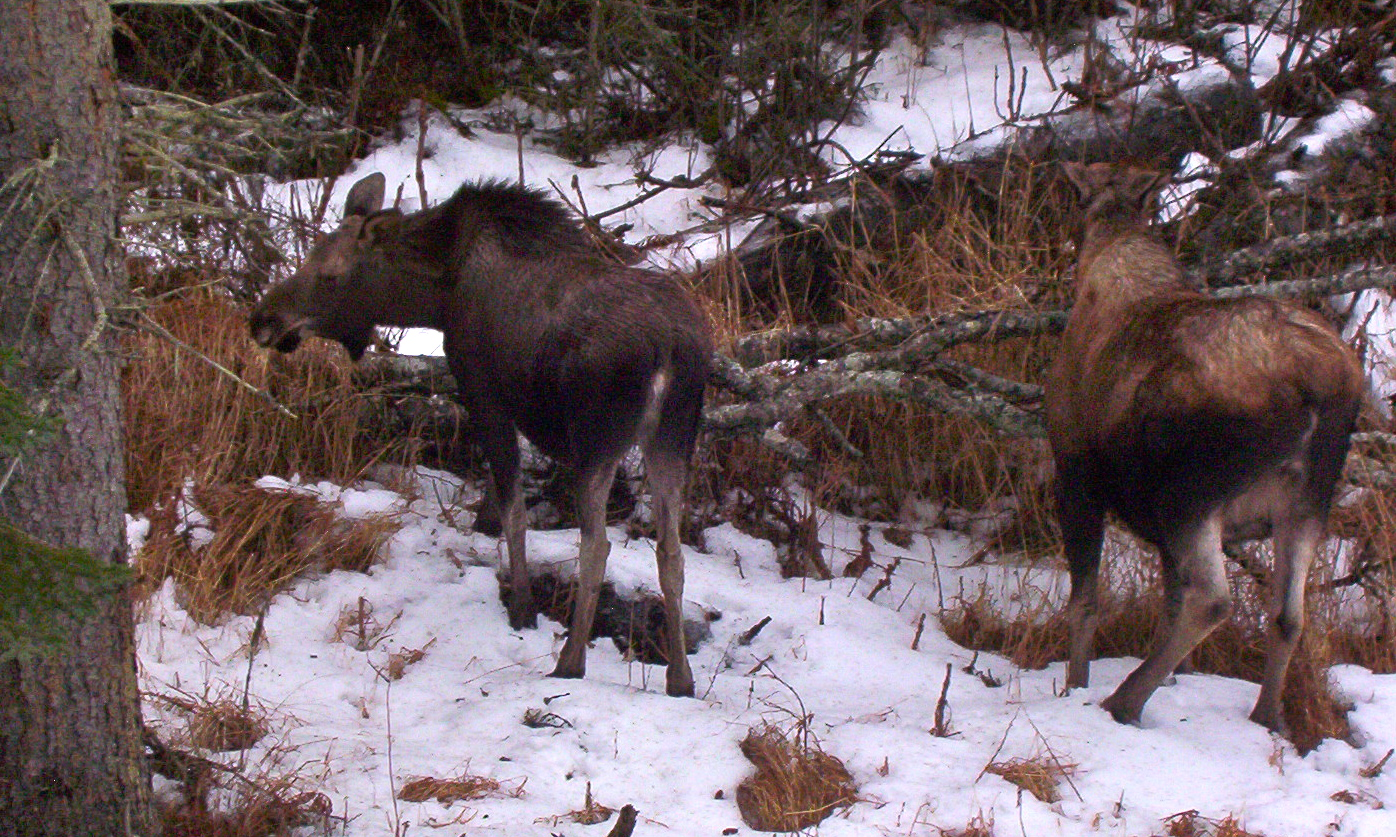
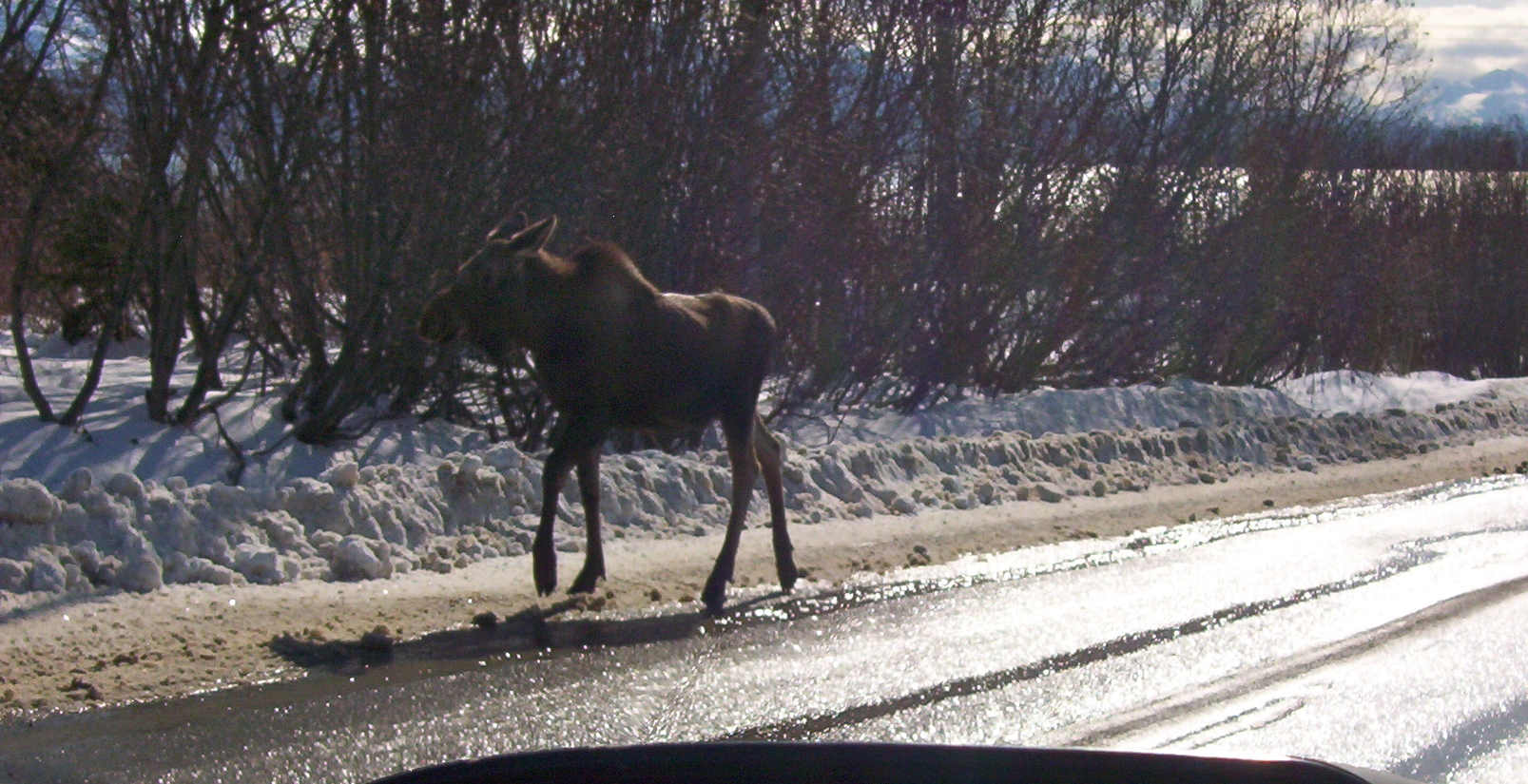
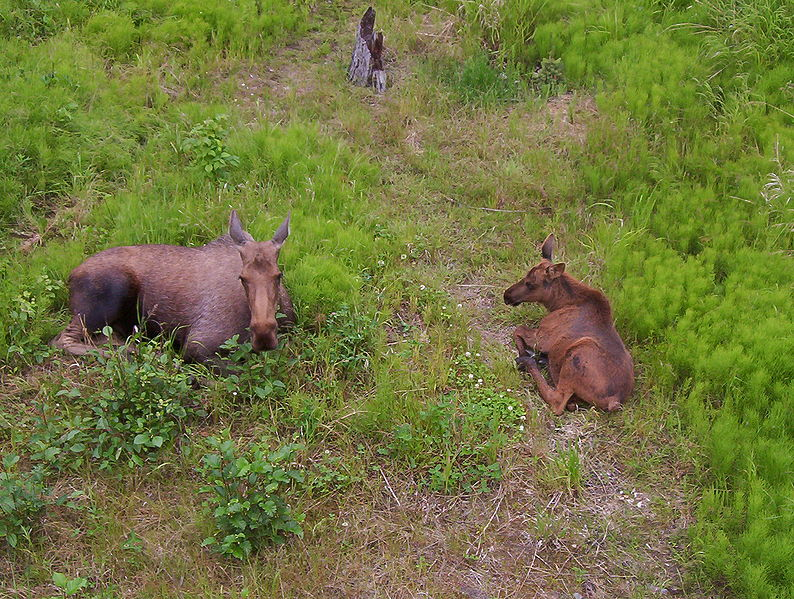
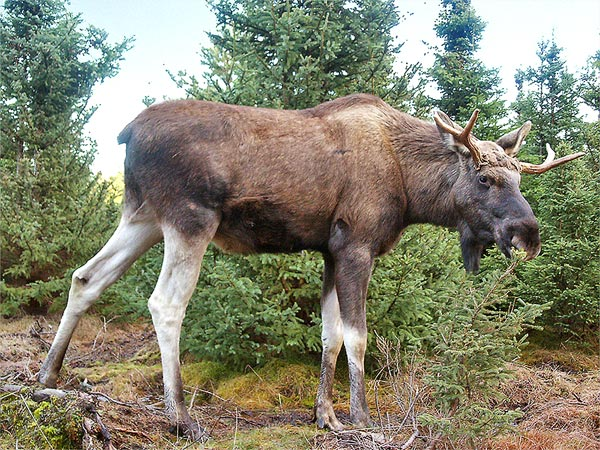
موظ بالغ

## اقرأ كذلك
- قائمة مزدوجات الأصابع حسب العدد